# Ōtomo no Yakamochi

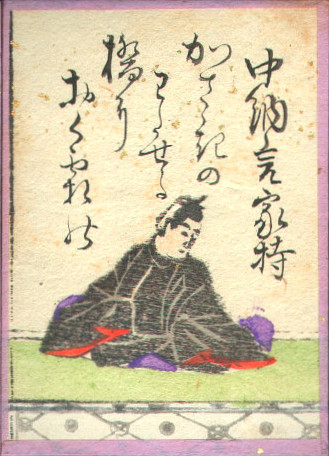
Ōtomo no Yakamochi

Ōtomo no Yakamochi (大伴家持, c. 718–5 octobre 785) est un poète waka de l'époque Nara, membre des Trente-six grands poètes, appartenant au Clan Ōtomo.
Il aurait compilé le Man'yōshū.